# Emergency (serie)

Logo del videogioco.

Emergency è una serie di videogiochi RTS di origine tedesca sviluppata dalla Sixteen Tons Entertainment nei titoli principali e dalla Quadriga Games negli spin-off.
In essi il giocatore è al comando di una stazione di soccorso, e da qui dovrà coordinare unità operative di forze dell'ordine, vigili del fuoco, personale sanitario e altri come carri attrezzi e servizi tecnici, per portare a termine le più svariate missioni di emergenza: incidenti stradali, incendi, disastri aerei, allagamenti, terremoti.
Se si escludono alcuni titoli creati apposta per Nintendo DS e iOS/Android, la serie è stata sviluppata soprattutto per PC.

## Emergency
Emergency: Fighters for Life è il primo capitolo della serie. Viene pubblicato il 31 luglio 1998. Contiene 30 missioni. Alcune di queste si riferiscono a fatti realmente accaduti, tra cui l'incidente di Ramstein.

## Emergency 2
Emergency 2: The Ultimate Fight for Life è il secondo capitolo della serie. Viene pubblicato nel 2002 e contiene 25 missioni, una grafica aggiornata in isometria e alcune migliorie come il sistema satellitare.

## Emergency 3
Emergency 3: Mission Life è il terzo capitolo della serie. Viene pubblicato nel 2005. La principale novità è la grafica 3D. Contiene 20 missioni nella campagna principale e le modalità "Sfida" e "Gioco senza fine".

## Emergency 4
Emergency 4: Global Fighters for Life è il quarto capitolo della serie. Viene pubblicato nel 2006. Sono previste 20 missioni nella modalità campagna, la modalità "Gioco senza fine" e la modalità "Sfida". Le principali novità della serie sono il gestore delle mod e il multiplayer.
Nell'espansione Emergency 4 - Deluxe Edition vengono aggiunte 3 missioni nella campagna, per un totale di 23 missioni.
La traduzione, pubblicazione e distribuzione italiana avviene ad opera della FX Interactive a partire dal 25 febbraio 2009. Nel Nord America viene distribuito con il nome 911: First Responders.

## Emergency 2012
Emergency 2012: The Quest for Peace è il quinto capitolo della serie. È stato pubblicato l'8 ottobre 2010. È stato sviluppato da Quadriga Games per conto di Deepsilver.

## Emergency 2013
Emergency 2013 è il sesto capitolo della serie. È stato pubblicato il 2 novembre 2012 come DLC di Emergency 2012. È stato sviluppato da Sixteen Tons Entertainment, il creatore dei primi quattro capitoli della serie, per conto di Deepsilver.

## Emergency 2014
Emergency 2014 è il settimo capitolo della serie. È stato pubblicato il 15 novembre 2013 come secondo DLC di Emergency 2012.
È stato sviluppato da Quadriga Games per conto di Deepsilver.

## Emergency 5
Emergency 5 è l'ottavo capitolo della serie. È stato pubblicato il 28 novembre 2014. È stato sviluppato da Sixteen Tons Entertainment, il creatore dei primi quattro capitoli della serie e del DLC Emergency 2013 per Emergency 2012, per conto di Deepsilver.

## Emergency 2016
Emergency 2016 è il nono capitolo della serie. È stato pubblicato il 15 ottobre 2015. È stato sviluppato da Sixteen Tons Entertainment, il creatore dei primi cinque capitoli della serie e del DLC Emergency 2013 per Emergency 2012, per conto di Deepsilver.